# Trångvarden
Trångvarden, cirka 748 meter över havet, är en så kallad vard (mindre trädlösa berg) i naturreservatet Tandövala i Malung-Sälens kommun. Trångvarden är utsatt på Terrängkartan Sälen 14D SV.